# Club Deportivo Basket Zaragoza
El Club Deportivo Basket Zaragoza, llamado Mann Filter Zaragoza por motivos de patrocinio, fue un equipo de baloncesto femenino con sede en la ciudad aragonesa de Zaragoza (España) que militó en la máxima categoría de la liga española desde el año 2000 hasta su desaparición en 2012.

## Historia

### Antecedentes del baloncesto femenino en Zaragoza
Desde la década de 1960 varios equipos con suerte dispar como el Real Zaragoza Club de Tenis, Stadium Casablanca, Medina SF o CD Universitario fueron representantes del baloncesto femenino zaragozano en competiciones nacionales, pero no fue hasta 1990 cuando un equipo maño logra alzarse campeón de un trofeo. El Baloncesto Femenino Zaragoza en aquel entonces patrocinado por Banco Zaragozano, dirigido por José Antonio Martín Espíldora y entrenado por Zaga Žeravica, consigue la Copa de la Reina al vencer el 14 de mayo en el último partido de la final a cuatro disputada en Jerez de la Frontera, al Microbank Masnou por 95 a 94 tras ser necesario disputar hasta dos prórrogas. En este partido fueron determinantes la argentina Karina Rodríguez con 48 puntos y la zaragozana María Pilar Valero. Dos temporadas más tarde el equipo llegaría de nuevo a una final de la copa, esta vez perdida, ante el Dorna Godella.

### Primeros años
El Club Deportivo Basket Zaragoza se originó como consecuencia del ascenso en la temporada 1999-2000 del equipo de baloncesto femenino del Centro Natación Helios de Zaragoza a la máxima categoría de la Liga Femenina de Baloncesto de España, ya que en los estatutos del Centro no se permitía la existencia de equipos profesionales.
Así en el verano del año 2000 se formó la nueva entidad que, con el patrocinio de la empresa Filtros Mann, debutó en la primera división de la Liga española de baloncesto en la temporada 2000-2001 consiguiendo la duodécima posición que permitía lograr la permanencia para la siguiente edición de la competición doméstica.
En las sucesivas temporadas lograría dar un paso adelante gracias a los fichajes de jugadoras como Lucila Pascua, Marina Ferragut o Elena Tornikidou. De este modo, Filtros Mann Zaragoza consigue asentarse entre la élite del baloncesto femenino nacional e incluso conseguir el billete para jugar competiciones europeas gracias al tercer puesto conseguido en la temporada 2002-2003, quedando en esa misma temporada en segunda posición en la liga regular, únicamente por detrás del CBF Universitari de Barcelona. Además, cabe destacar que la fase final de la Copa de la Reina de 2003 se disputó en Zaragoza por segunda vez en la historia, con el equipo local cayendo derrotado en los cuartos de final ante el Celta Banco Simeón.

### Temporada 2004-2005: Finalistas de la Copa de la Reina
Al terminar la temporada 2002-2003 varias de las jugadoras deciden dejar al equipo, con lo cual ante la falta de presupuesto para conseguir unos recambios de renombre se renueva el equipo con jugadoras de la cantera con excelentes resultados, ya que en la temporada 2004-2005 se consigue el subcampeonato de la Copa de La Reina celebrada en Valencia, siendo la revelación del torneo y sólo superadas por el Perfumerías Avenida de Salamanca.
- Rosa Barranco
- Clara Bermejo
- Nuria Cortés
- Niele Deirdre Ivet
- Laura Jiménez
- Paola Mercadal
- Mireia Navarrete
- Lucila Pascua
- Kristen Rasmussen
- Estela Royo
- Taru Tuukkanen
- Pilar Valero
- Ivelina Urant Cheva

Entrenadores Alex Cebrián 
Entrenador Ayudante Carlos Pardo

### Segunda reconstrucción
Al finalizar la temporada 2004-2005 Lucila Pascua decide cambiar de aires y se marcha a León, con lo cual se sigue la política de cantera en el club y cambiando los objetivos del equipo, ya que a partir de entonces se intenta mantener la categoría.
- T. Zotoya
- Ana M. Suárez
- S. Da Costa
- K. Rasmussen
- C. Lima
- E. Maltsi
- E. Royo
- Paula Palomares
- P. Mercadal

### Temporada 2006-2007
Después de una nefasta primera vuelta que acabó con derrota en Burgos por 40 puntos, el equipo se quedó en una situación muy delicada, siendo último en la primera vuelta. Tras ese partido, Pedro Martínez presentaba la dimisión y tomaba las riendas del equipo Joan Albert Cuadrat. El equipo hizo una segunda vuelta magnífica y logró la permanencia jornadas antes de acabar la liga.
- Bases: Silvia Hernández.
- Aleros: Maite Checa, Estela Royo, Naiara Díez, Paula Palomares, Paola Mercadal y Campañ.
- Pívot: Cindy Lima, Zana Lelas y Marta Dydek.

### Temporada 2007-2008
Se produjo el cambio de pabellón, pasando de jugar en el Príncipe Felipe al pabellón Siglo XXI, con Cuadrat al frente del equipo desde el inicio de la temporada. Tras una primera vuelta fenomenal, en los que se consiguen 5 victorias, se lesiona una de las piedras angulares del equipo, Paula Palomares, que no pudo jugar en toda la segunda vuelta. El equipo pierde fuelle y llega a la última jornada frente a Irun, jugándose la permanencia, pendiente de lo que pase en su partido y el que enfrentaba al Badajoz y al Celta. Badajoz ganaba al Celta y Mann Filter fue por debajo del marcador durante la mayor parte del encuentro. En los tres minutos finales dieron la vuelta al marcador y Mann Filter pudo celebrar la permanencia en casa. Ese año el equipo contó con una campeona Olímpica, Ega Solei. 
- Mar Rovira (B)
- Cristina Ouviña (B)
- Paula Palomares (E)
- Naiara Díez (E)
- Estela Royo (A)
- P. Mercadal (A)
- Jael Freixenet (AP)
- Soeli Garvao Zakrzeski (Ega) (AP)
- Alejandra de la Fuente (P)
- Katia dos Santos (P)
- Fichajes después de empezada la temporada: Bozena Erceg (Base)

### Temporada 2008-2009
La palntilla para esta temporada fue la siguiente: Laura Antoja, Estela Royo, Latoya Turner, Paula Palomares, Latoya Thomas, Naiara Diez, Ana Baletic, Cristina Ouviña y Sena Pavetic. 
Tras una temporada malísima. El 12 de abril de 2009, en el último partido de la Liga regular el Mann Filter perdió ante Estudiantes por 75 a 50, provocando el descenso del equipo a LF2. El descenso no se debió a este partido sino a la trayectoria de la segunda vuelta liguera donde el equipo únicamente consiguió una victoria frente al Celta. 
Ese verano se hizo un profundo cambio en el club.

### Temporada 2009-2010: El equipo disputa los play-off de la Liga y la Eurocup

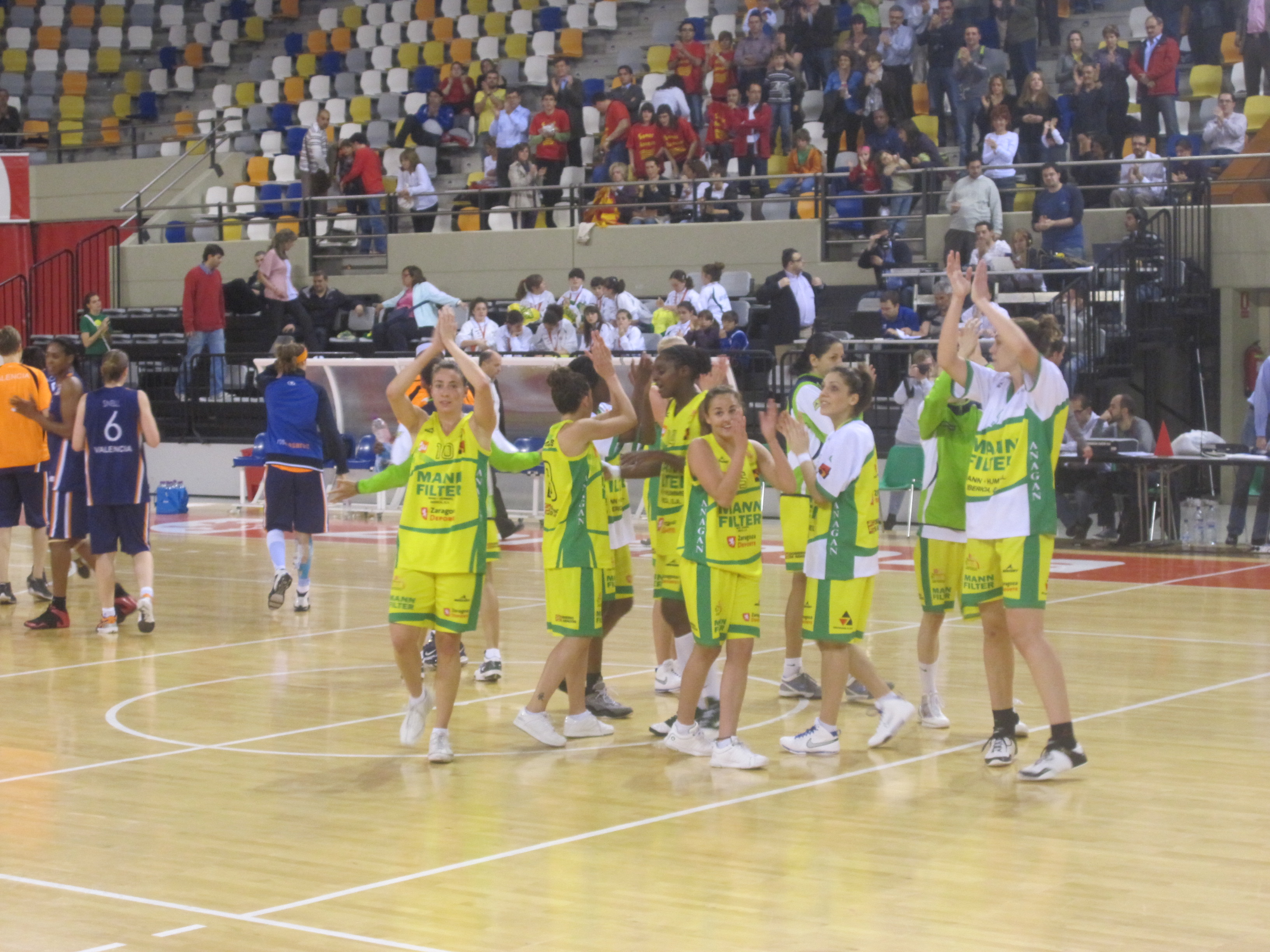
Las jugadoras del Mann Filter agradecen el apoyo de la afición tras el final del partido de play-off contra el Ros Casares.

Tras un largo verano, se consigue sacar equipo en Liga Femenina al quedar una plaza libre por la desaparición del Club Baloncesto San José de León. Se produce un gran cambio en el vestuario y solo continúan Cristina Ouviña, Estela Royo y Paula Palomares. Ficharon a Víctor Lapeña (entrenador), Agne Ciudariene (Celta Indepo), Tiina Sten (Gran Canaria La Caja De Canarias), Allison Feaster (Familia Wuber Schio, Italia), Jessica Dickson (Tarsus Belediyesi, Turquía), Anna Gómez (Cadí la Seu), Carla Agulló (Caja Rural Valbusenda, LF2), Isabel Pérez (Stadium Casablanca, LF2), y Lucila Pascua (Club Baloncesto San José) y Katia da Silva (Extrugasa) regresan a Zaragoza.
El equipo logra acabar la temporada en 4ª posición con un balance de 14 victorias por 12 derrotas en Liga Femenina. Clasificándose así para los Play-off, perdieron por 2-0 contra el Ciudad Ros Casares, que acabó ganando la Liga.
El equipo se clasificó para la Copa de la Reina, celebrada en Zaragoza. En las semifinales, perdió en el partido que les enfrentó al Ros Casares.
El Mann Filter, llega hasta los octavos de final de la Eurocup Women donde fueron eliminadas por el Nadezhda de Orenburgo de Rusia, en una eliminatoria muy igualada.
El equipo se clasificó como el 37º mejor equipo femenino de baloncesto en Europa.

### Temporada 2010-2011

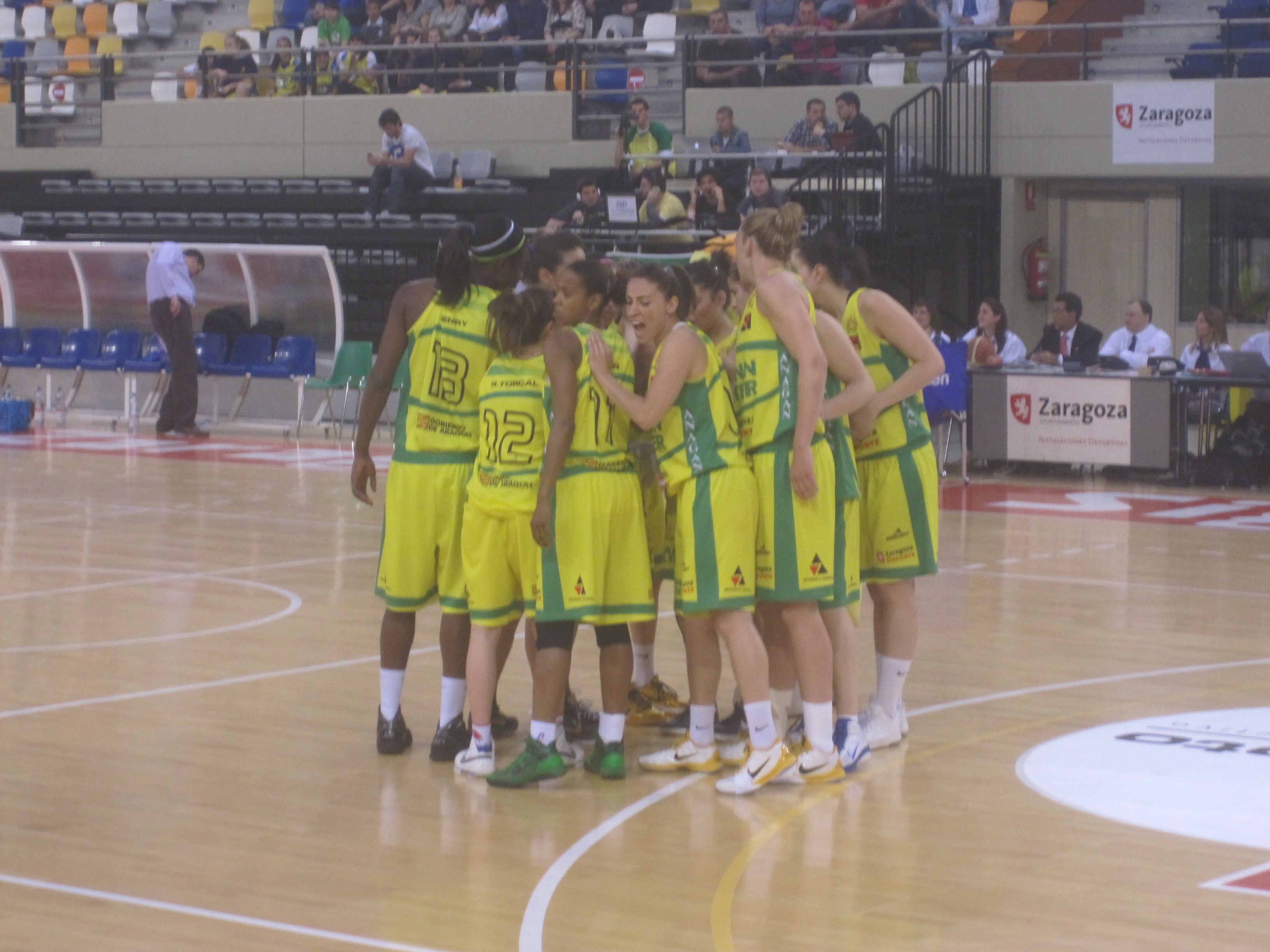
Las jugadoras del Mann Filter

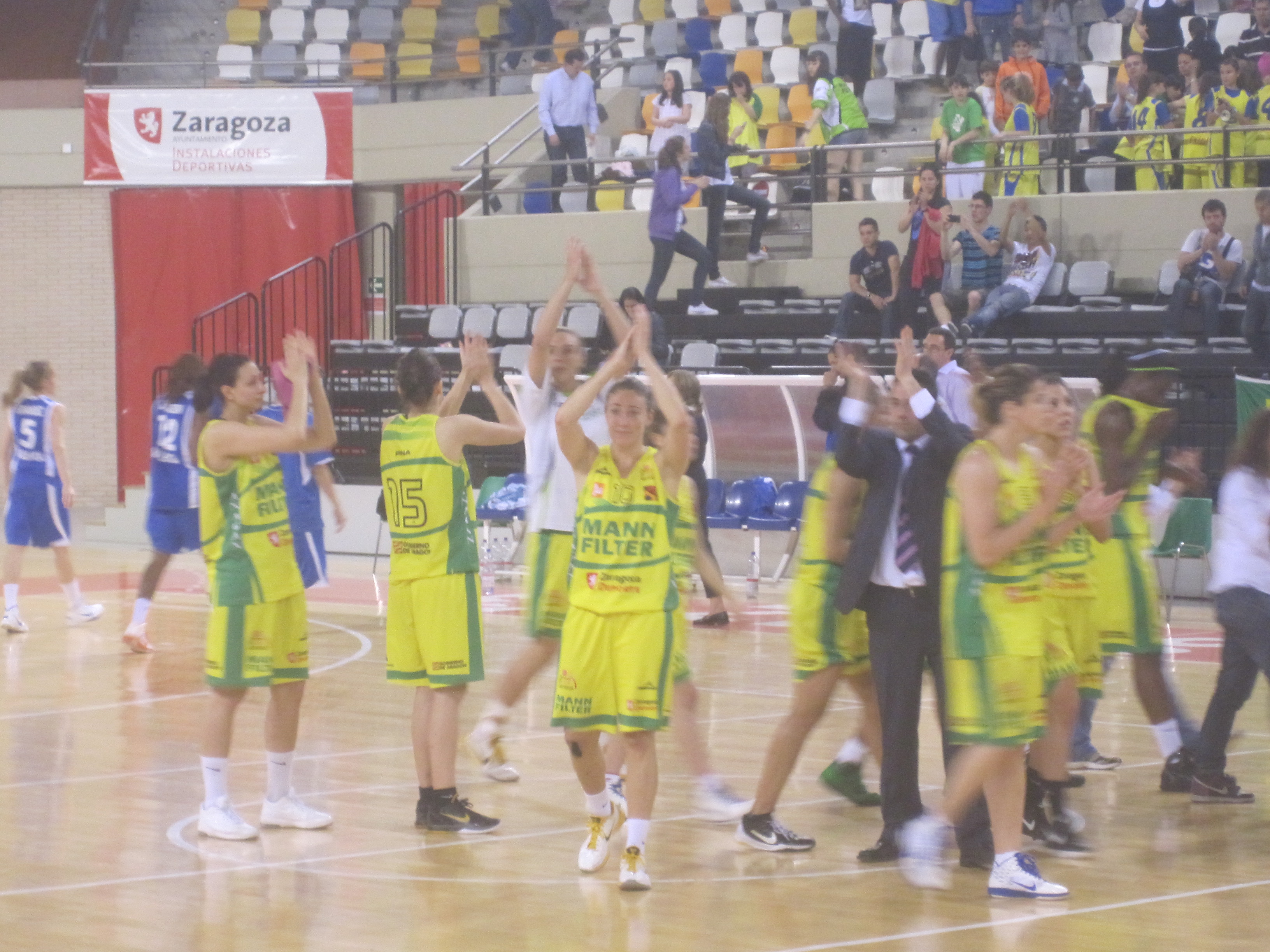
Las jugadoras del Mann Filter

Víctor Lapeña continua al frente del equipo, con las principales jugadoras que la temporada anterior estaban en la plantilla, Estela Royo, Cristina Ouviña, Allison Feaster y Lucila Pascua. Además Luci volvió a la capital maña con la medalla de bronce que conquistó en el Mundial con la selección española. A las que se les incorporan Aneika Henry y Jaklin Zlatanova (Gran Canaria La Caja de Canarias), Inés Kresovic (C.B. Olesa), Kiesha Brown (Argon UNI Girona), María Pina (Celta Indepo) y Queralt Casas (Segle XXI). 
Temporada histórica para el equipo que volvió a disputar el Play-Off por el título, tras quedar en tercera posición la liga regular con un balance de 19 victorias y 7 derrotas, perdiendo contra Ros Casares en la semifinal. En la Copa de la Reina el equipo rozó la final al empezar ganando en el último cuarto de 16 puntos al Ros Casares Valencia, pero al final las valencianas remontaron. En EuroCup lograron la mejor clasificación en la historia del baloncesto femenino aragonés al llegar a los cuartos de final donde cayeron contra el Athinaikos griego.

### Temporada 2011-2012
En mayo de 2011, se produjeron importantes hechos tras el final de la temporada, el seleccionador José Ignacio Hernández convocó a Cristina Ouviña, Lucila Pascua y María Pina

### Temporada 2012-2013
A pesar de haberse inscrito para la temporada 2012/2013, la falta de liquidez y patrocinadores provocaron que las deudas del Mann Filter aumentasen considerablemente y que no pudieran permanecer en la máxima categoría tras 12 años seguidos en la élite.

## Uniforme
El Mann Filter jugaba sus partidos como local con camiseta y pantalón amarillos con una franja verde en los costados, siendo el uniforme de respeto camiseta y pantalón verde con franja amarilla.

## Pabellón
Los partidos como local Mann Filter los jugaba en el Pabellón Siglo XXI de Zaragoza con una capacidad aproximada de 3.500 espectadores, siendo su horario habitual los sábados a las 18:00. Anteriormente, jugaba en el Pabellón Príncipe Felipe (11.000 espectadores) los domingos a las 12:00.

## Palmarés
- Liga
  - Tercer puesto final en la temporada 2002-2003 (segundo puesto en la Liga Regular)
- Copa de la Reina
  - Subcampeón: 2004-2005

## Última plantilla y cuerpo técnico (2011/2012)

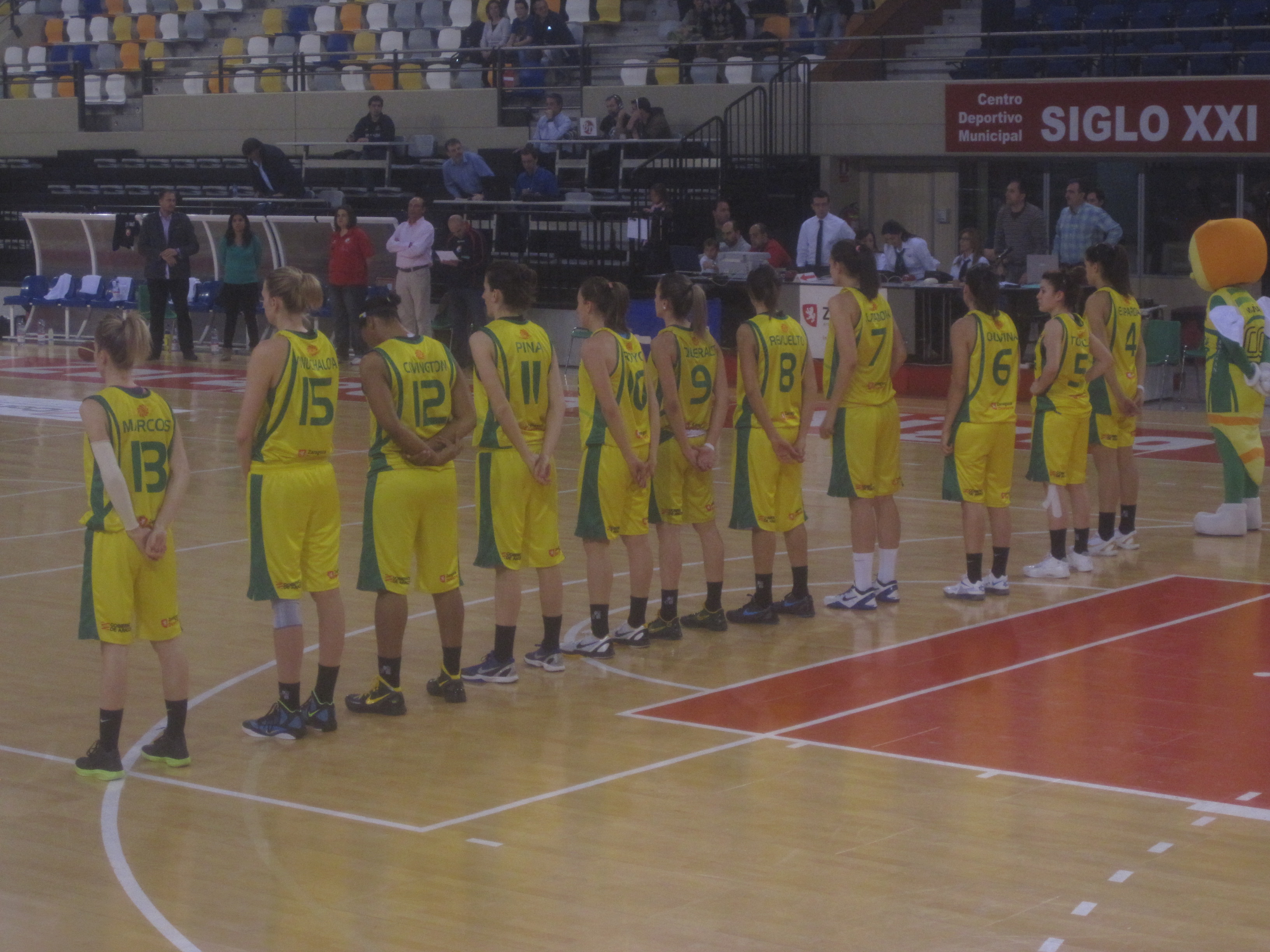

## Historial
| Temporada | Cat. | División         | Pos. | Play offs   | Copa de la Reina | Competiciones europeas    |
| --------- | ---- | ---------------- | ---- | ----------- | ---------------- | ------------------------- |
| 2000–01   | 1    | Liga Femenina    | 12   | –           | –                | –                         |
| 2001–02   | 1    | Liga Femenina    | 4    | Semifinales | –                | –                         |
| 2002–03   | 1    | Liga Femenina    | 3    | Semifinales | –                | –                         |
| 2003–04   | 1    | Liga Femenina    | 8    | Finalista   | –                | Jugó Eurocopa             |
| 2004–05   | 1    | Liga Femenina    | 9    | –           | Cuartos de final | –                         |
| 2005–06   | 1    | Liga Femenina    | 9    | –           | –                | –                         |
| 2006–07   | 1    | Liga Femenina    | 11   | –           | –                | –                         |
| 2007–08   | 1    | Liga Femenina    | 12   | –           | –                | –                         |
| 2008–09   | 1    | Liga Femenina    | 13   | Descenso    | –                | –                         |
| 2009–10   | 1    | Liga Femenina    | 4    | Semifinales | Semifinales      | Jugó Eurocopa             |
| 2010–11   | 1    | Liga Femenina    | 3    | Semifinales | Semifinales      | Eurocopa Cuartos de final |
| 2011–12   | 1    | Liga Femenina    | 5    | Descenso    | –                | –                         |
| 2012–13   | 3    | Primera División | 4    | –           | –                | –                         |

## Fiebre Amarilla
Desde 2005 el equipo tiene una peña, llamada Fiebre Amarilla, que acompaña con sus cánticos y animación tanto en los partidos que juega Mann Filter como local como en alguno de sus desplazamientos.
A día de hoy "Fiebre Amarilla" es la única peña del baloncesto femenino zaragozano.